# Axioma de numerabilitat
En matemàtiques, un axioma de numerabilitat és una propietat de certs objectes matemàtics (generalment d'una categoria determinada) que requereix l'existència d'un conjunt numerable amb certes propietats, i que sense aquest conjunt no poden existir.
Axiomes de numerabilitat importants per l'espai topològic:
- Espai seqüencial: un conjunt és obert si totes les seqüències que convergeixen en un punt del conjunt, són eventualment, dintre del conjunt.
- Espai primer-numerable: cada punt té una base local numerable
- Espai segon-numerable: la topologia té una base numerable
- Espai separable: existeix un subespai dens numerable
- Espai Lindelöf: tot revestiment obert té una subrevestiment numerable
- espai σ-compacte: existeix un revestiment numerable d'espais compactes

Relacions:
- Tot espai primer-numerable és seqüencial.
- Tot espai segon-numerable és primer-numerable, separable, i Lindelof.
- Tot espai σ-compacte és Lindelof.
- Un espai mètric és primer-numerable.
- Per un espai mètric el ser segon-numerable, la separabilitat, i la propietat Lindelöf són equivalents.